# Creighton (Missouri)
Creighton – miasto w Stanach Zjednoczonych, w stanie Missouri, w hrabstwie Cass.